# Palm-wine (música)
A música Palm wine (vinho de palma) também conhecida como maringa em Serra Leoa é um gênero musical da África Ocidental. Desenvolveu-se entre os povos Kru de Serra Leoa e Libéria, usando guitarras portuguesas trazidas por marinheiros, combinadas com músicas locais e com ritmos do calypso de Trinidad e Tobago. A música palm wine deve seu nome a uma bebida, o vinho de palma, feita da seiva fermentada naturalmente, que é comumente bebida nessas áreas e por ser uma música tipicamente tocada nas tabernas foi premiada com o apelativo.
Grande parte do seu desenvolvimento acontece como parte da música da Nigéria. O palm wine foi popularizado por Ebenezer Calendar & His Maringar Band, que gravou muitas conções populares nos anos 50 e início dos anos 60. A palm wine influenciou muitos estilos, especialmente soukous e highlife. Embora ainda se mantenha, o gênero não mantém a reputação que ganhou no passado. Outros músicos famosos deste estilo são S. E. Rogie, Daniel Amponsah, Abdul Tee-Jay e Super Combo.